# Empreinte génomique
L'empreinte génomique désigne l'un des mécanismes de l'épigénétique, c'est-à-dire un mécanisme moléculaire qui a lieu au niveau du génome des individus et qui participe à la régulation de l'expression des gènes. Moins d'1 % des gènes y sont soumis. Les gènes qui subissent l'empreinte ne s'expriment pas.

## Principe de base

Organisme issu de la fécondation est de sexe féminin. Il est possible de faire le même schéma pour le cas inverse : celui du sexe masculin.

Il s'agit d'un mécanisme d'empreinte qui se met en place lors de la gamétogénèse en fonction du sexe de l'individu. En effet, la femme applique l'empreinte sur certains gènes lors de l’ovogenèse et l'homme lors de la spermatogenèse (les gènes cibles de l'empreinte génomique ne sont pas identiques chez l'homme et chez la femme). Ainsi après la fécondation, le zygote en développement n'exprimera pas les allèles des gènes marqués transmis par son père. Pour chacun de ces gènes c'est l'allèle transmis par l'autre parent qui s'exprimera toujours. Puis lorsque l'individu atteint l'âge de produire des gamètes l'empreinte génomique est retirée des gènes puis réappliquée en accord avec le sexe de l'individu. 
- Cas 1 : Par conséquent, lorsqu'une femme transmet un gène à empreinte maternelle à sa descendance, aucun de ses enfants n'exprimera celui-ci, quel que soit leur sexe. Si ce gène est alors transmis par sa fille, il ne s'exprimera pas non plus chez les enfants de celle-ci. Alors que s'il est transmis par son fils, celui-ci ne ciblant pas les mêmes gènes pour l'empreinte, il sera exprimé chez tous ses descendants. On applique le même raisonnement dans le cas inverse[1].

- Cas 2 : Lorsqu'un homme transmet un gène à empreinte paternelle à sa descendance aucun de ses enfants n'exprimera celui-ci quel que soit leur sexe. Si ce gène est transmis par son fils, celui-ci appliquant l'empreinte sur le même gène il ne s'exprimera pas non plus chez sa descendance. Alors que s'il est transmis par sa fille, pour laquelle les gènes cibles de l'empreinte sont différents il sera exprimé chez tous ses descendants[1].

## Mise en place à l'échelle moléculaire
L'empreinte génomique se manifeste par l'inhibition des gènes marqués, appelés gènes « soumis à l'empreinte ». Cette inhibition se met en place à travers deux phénomènes ; la méthylation de l'ADN et la modification des histones. Deux mécanismes entrent en jeu pour la modification de l'expression génétique, la méthylation de l'ADN et la modification des protéines histones. Ils favorisent ou inhibent l'expression des gènes, dans le cas des gènes soumis à l'empreinte ils l'inhibent.

### Méthylation de l'ADN
Certaines bases de la molécules d'ADN, le plus souvent des cytosine, se font modifier par des enzymes qui vont catalyser la réaction d'un groupement méthyle (CH3) par le donneur de groupement  sur la base azotée. Ces réactions se déroulent dans des portions récurrentes des promoteurs des gènes soumis à empreinte : les îlots CPG. Les transferts sont conservés au cours des générations.
Cet ajout va affecter le mécanisme de transcription : des répresseurs vont s'accoler au groupement méthyle, empêchant l'initiation du mécanisme. Ce même groupement méthyle empêche également les facteurs de transcription d'entamer le processus. 
(voir Méthylation)

### Modification des protéines histones
Les protéines histones, riches en acides aminés, se terminent par des queues qui peuvent être modifiées. Certaines enzymes, de la même manière que pour la modification des bases azotées de l'ADN, vont catalyser les réactions d'ajout de groupement phosphate, méthyl ou acétyl. Ces ajouts vont entraîner une modification de l'affinité des protéines histones pour la molécule d'ADN : une perte d'affinité permet le relâchement de l'interaction protéine/ADN de sorte que les facteurs de transcriptions puissent avoir un accès plus simple vers la molécule, ou au contraire une augmentation de l'affinité va avoir l'effet inverse. Ces réactions sur les protéines et les molécules d'ADN ne sont pas encore tout à fait connues  
mais on sait qu'elles sont très importantes dans l'expression des gènes, et interagissent entre elles.

## Histoire
Davor Solter met au point en 1984 un procédé permettant d'échanger les noyaux issus du spermatozoïde et ceux du zygote dans des œufs de souris fécondés. Il obtient ainsi des gynogénotes et des androgénotes (des œufs respectivement constitués de deux noyaux femelles ou de deux noyaux mâles). Cependant, les embryons obtenus ne se développaient jamais à terme. Pour les gynogénotes, l'embryon lui-même se développe presque normalement mais les annexes embryonnaires sont anormales. À l'inverse, pour les androgénotes, l'embryon est anormal mais les annexes embryonnaires ont un bon développement. Ainsi, les génomes mâles et femelles semblent jouer un rôle complémentaire indispensable au bon développement de l'embryon. Ce sont ces observations qui révèlent le phénomène d'empreinte génomique. On comprend donc que les génomes maternel et paternel ont une différence fonctionnelle malgré leur constitution génique identique. Cette différence est provoquée par l'inactivation de certains gènes par le biais de l'empreinte appliquée lors de la gamétogénèse. Cette différence, rend la présence des deux génomes indispensables pour le bon développement d'un embryon. Ce phénomène a ensuite été détaillé par de nombreuses études successives.